# Luigi Chiarini (abate)
Luigi Chiarini (Acquaviva, 26 aprile 1789 – Varsavia, 28 febbraio 1832) è stato un presbitero e orientalista italiano.
È noto per essere stato l'autore della prima traduzione parziale del Talmud (Talmud babilonese e Talmud di Gerusalemme) in lingua Francese.

## Biografia
Discepolo di Luca Antonio Pagnini e dell'orientalista Cesare Malanima, si addottorò all'Università di Pisa. Ordinato sacerdote nel 1814, fu, per alcuni anni, stipendiato come ripetitore di lettere latine e greche presso la Scuola Normale Superiore. Grazie all'interessamento dell'amico Sebastiano Ciampi, nel 1826 ottenne la cattedra di lingue e antichità orientali presso l'Università reale di Varsavia. Nello stesso periodo pubblico una grammatica (Gramatyka hebrajska, tradotta in polacco da Piotr Chlebowski, 1826) e un dizionario ebraico (Słownik hebrajski, 1829). Chiarini morì a Varsavia nel febbraio del 1832.
Tra le sue opere si ricorda la Théorie du judaïsme, appliquée à la réforme des Israélites de tous les pays de l'Europe, et servant en même temps d'ouvrage préparatoire à la version du Thalmud de Babylone. La sua traduzione del Talmud beneficiò di una sovvenzione dello zar Nicola I di 12.000 fiorini. Fu professore di ebraico di Albert Kazimirski de Biberstein. Un suo ritratto, opera di Tebaldo Fumi, è conservato presso il Museo Civico di Montepulciano.

## Opere
- Considerazioni del canonico Luigi Chiarini professore di storia ecclesiastica e di lingue orientali nella R. Università di Varsavia e presidente della censura ebraica nel Regno di Polonia intorno al libro intitolato La Fionda di David o sia l’antichità ed autorità dei Punti Vocali nel Testo Ebreo dimostrata e difesa per il Dott. Rosellini Toscano, in Nuova Collezione d'opuscoli letterari, IV, 1824,  pp. 183-202. URL consultato il 1º dicembre 2021. Confutazione del libro di Ippolito Rosellini La fionda di David o sia l'antichità e l'autorità dei punti vocali nel testo ebreo dimostrata e difesa. Chiarini rigetta l'antichità dei punti vocalici che corredano il testo masoretico della Bibbia. Rosellini rispose con una Risposta d'Ippolito Rosellini al Sig. Abate Luigi Chiarini a Varsavia rispetto all'antichità ed autorità de' punti vocali nel testo ebreo (Bologna, 1824)
- (FR) Fragment d'astronomie chaldéenne découvert dans le prophète Ezéchiel et éclairci par l'abbé C. Chiarini, Leipsig, J. A. G. Weigel, 1831.
- (FR) Observations sur un article de la "Revue encyclopédique", dans lequel on examine le projet de traduire le Talmud de Babylone..., Paris, F. Didot, 1829.
- (FR)  Théorie du Judaïsme, appliquée à la réforme des Israélites de tous les pays de l'Europe, et servant en même temps d'ouvrage préparatoire à la version du Talmud de Babylone / par l'Abbé L. A. Chiarini / Paris : J. Barbezat, 1830.
- (FR) Le Thalmud de Babylone, traduit en langue française et completé par celui de Jérusalem et par d'autres monuments de l'antiquité judaïque, vol. 1, Leipzig, J. A. G. Weigel, 1831.
- (FR) Le Thalmud de Babylone, traduit en langue française et completé par celui de Jérusalem et par d'autres monuments de l'antiquité judaïque, vol. 2, Leipzig, J. A. G. Weigel, 1831.